# Franziska Konitz
Franziska Konitz, née le 24 novembre 1986 à Berlin, est une judokate allemande.

## Palmarès international en judo
| Championnats d'Europe | Championnats d'Europe | Championnats d'Europe |
| Année                 | Médaille              | Catégorie             |
| --------------------- | --------------------- | --------------------- |
| 2008                  | bronze                | +78 kg                |
| 2009                  | bronze                | +78 kg                |
| 2014                  | bronze                | +78 kg                |